# 伊利沙伯街 (曼克頓)

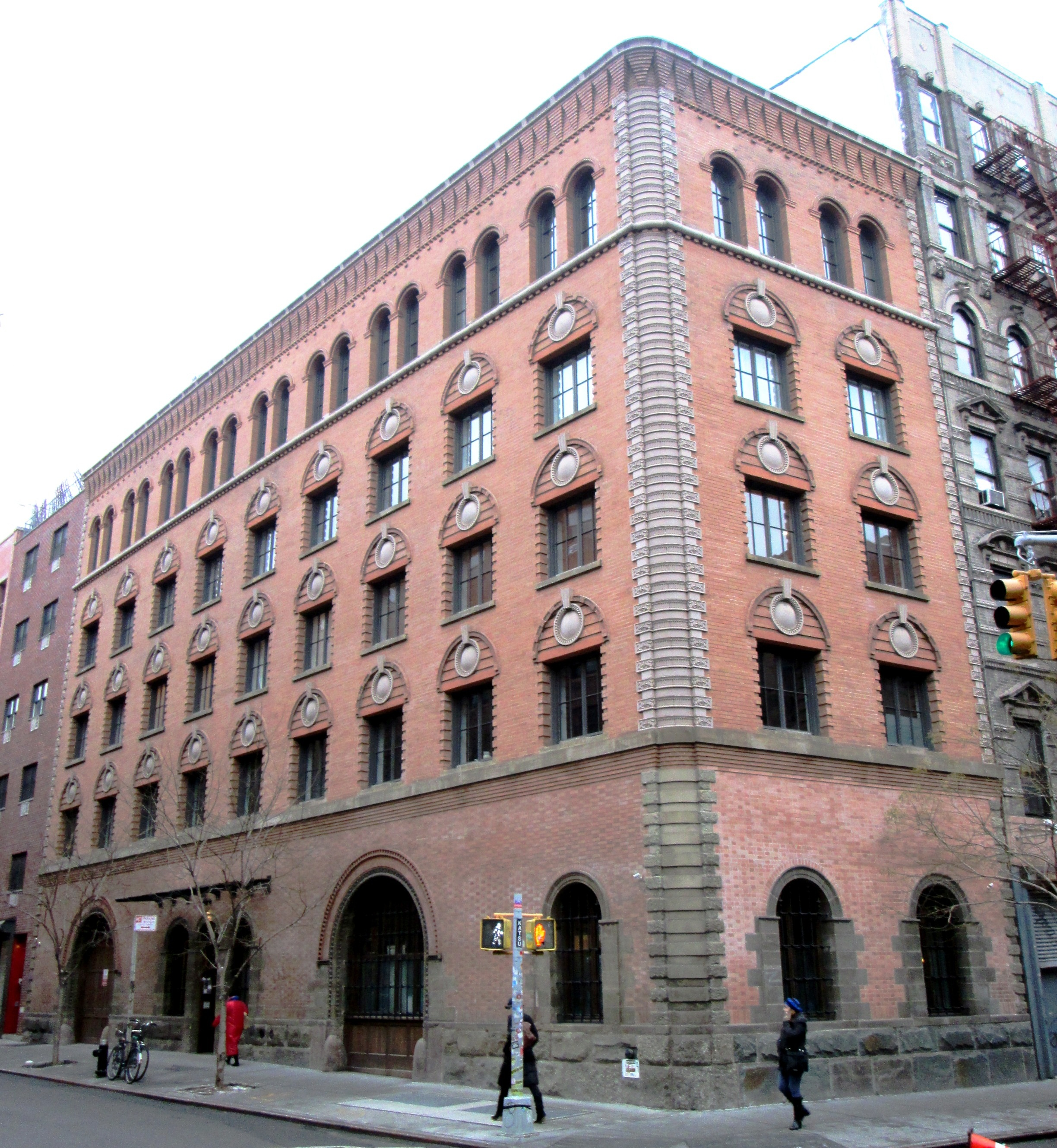
位於伊利沙伯街和泉街 (曼哈頓)泉上伍斯特的「燭樓」

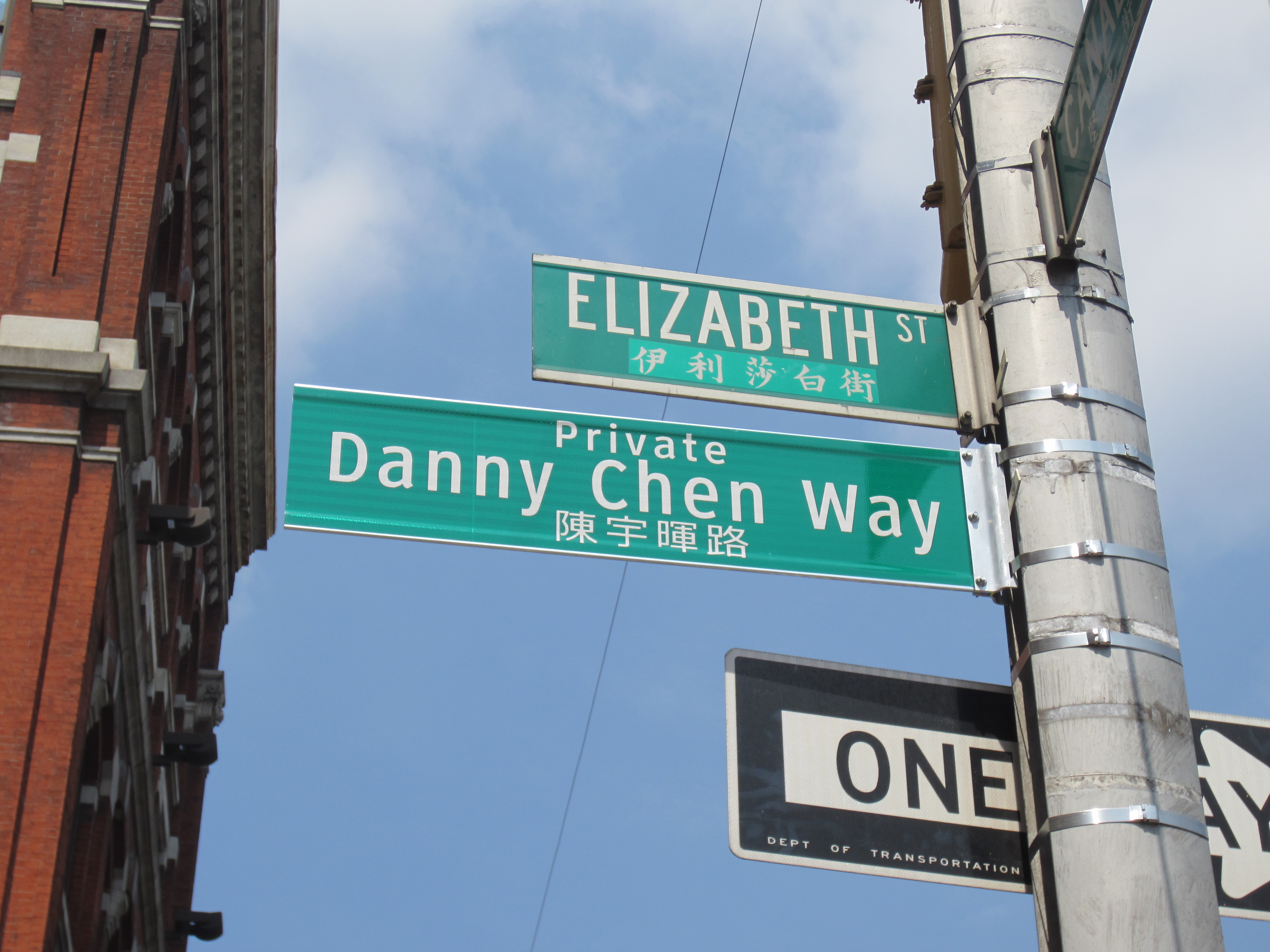
伊利沙伯街在運河街以南又名陳宇暉路

40°43′12″N 73°59′42″W / 40.720°N 73.995°W
伊利沙伯街（英語：Elizabeth Street）是美國紐約州紐約市曼哈頓一條南北向街道，平行於其東側的包厘街。這條街是諾麗塔街區的熱門購物區，街上還有包括紐約華僑學校、賴神浸信教會（Trust in God Baptist Church）以及紐約市警察局第5分局在内的幾幢知名建築。
在運河街以南，伊利沙伯街現在又命名為陳宇暉路（Private Danny Chen Way）。 

## 歷史
伊利沙伯街南段建於1755年，後於1816年延伸至布利克街。
在19世紀末和20世紀初，伊利沙伯街建滿了廉租公寓樓，其中大部分居民都是意大利移民。

## 文學
2009年，勞麗·法比亞諾（Laurie Fabiano）出版小說《伊利沙伯街》，描寫1909年發生在小意大利街區的虛構綁架故事。